# Santa Cruz del Retamar
Santa Cruz del Retamar ist eine Kleinstadt und eine aus dem Hauptort und dem Dorf Calalberche bestehende  zentralspanische Gemeinde (municipio) mit 4.038 Einwohnern (Stand: 2024) in der Provinz Toledo in der Autonomen Gemeinschaft Kastilien-La Mancha.

## Lage und Klima
Die Kleinstadt Santa Cruz del Retamar liegt an der Autovía A-5 knapp 44 km (Fahrtstrecke) nordwestlich von Toledo in der historischen Provinz La Mancha in einer Höhe von ca. 595 m; bis nach Madrid sind es gut 60 km in nordöstlicher Richtung. Das Klima im Winter ist rau, im Sommer dagegen trocken und warm; der spärliche Regen (ca. 390 mm/Jahr) fällt überwiegend in den Wintermonaten.

## Bevölkerungsentwicklung
| Jahr      | 1857  | 1900  | 1950  | 2000  | 2017  |
| Einwohner | 1.990 | 2.124 | 2.118 | 1.681 | 2.871 |

Die Kleinstadt profitierte nur wenig von der Landflucht in der zweiten Hälfte des 20. Jahrhunderts.

## Wirtschaft
Das Umland von Santa Cruz del Retamar war und ist im Wesentlichen landwirtschaftlich geprägt, wobei der Weinbau und größere Olivenbaumplantagen wichtige Rollen spielen; die Kleinstadt selbst diente als handwerkliches und merkantiles Zentrum für die umliegenden Dörfer.

## Geschichte
Obwohl keine prähistorischen, römischen, westgotischen und maurischen Funde gemacht wurden, ist die Anwesenheit von Siedlern und Soldaten in der Region wahrscheinlich. Aus dem 10. Jahrhundert sind Namen wie Alfahmín, Alhamín oder Alamín überliefert, die mit einer späteren Burg (Castillo de Alamín) in Verbindung gebracht werden. Im Jahr 1085 wurde die Gegend von Alfons VI. zurückerobert (reconquista), jedoch kurz darauf von den berberischen Almoraviden erneut bedroht. Erst unter Alfons VII. (reg. 1126–1157) wurde die Region La Mancha um das Jahr 1130 endgültig christlich. Da keine weiteren Nachrichten aus mittelalterlicher Zeit vorliegen, entstand der Ort möglicherweise erst in der ersten Hälfte des 15. Jahrhunderts, doch bereits aus dem Jahr 1486 ist die Verleihung der Stadtrechte (villa) dokumentiert.

## Sehenswürdigkeiten
- Vom Castillo de Alamín und einer nahegelegenen Brücke fehlt inzwischen jede Spur.
- Die dreischiffige Iglesia del Triunfo de la Santa Cruz stammt aus der Mitte des 18. Jahrhunderts und ist in Mudéjar-Tradition aus Bruch- und Ziegelsteinen errichtet.